# Chi Cao lương
Chi Cao lương, chi Miến hay tên gọi phổ thông là bo bo (danh pháp khoa học: Sorghum) là một chi của khoảng 30 loài thực vật trong họ Hòa thảo (Poaceae), với một số loài được gieo trồng để lấy hạt và phần nhiều để làm thức ăn cho gia súc dưới dạng cỏ khô hoặc cỏ tươi trên các bãi chăn thả. Các loài trong chi này được gieo trồng trong các khu vực có khí hậu ấm áp khắp thế giới. Chúng có nguồn gốc từ khu vực nhiệt đới và cận nhiệt đới trên mọi châu lục cũng như ở châu Đại Dương và khu vực Australasia.
Cao lương trong những thập niên gần đây còn được gọi là "bo bo", được dùng trong thời bao cấp. Tuy nhiên cần lưu ý bo bo vốn là tên gọi khác của ý dĩ.

## Gieo trồng và sử dụng
Hàng loạt các loài của chi Sorghum được sử dụng làm thực phẩm cho người và thức ăn cho gia súc (dưới dạng lương thực và trong xi rô cao lương hoặc "mật cao lương" làm từ các giống có hàm lượng đường cao như ở mía), cỏ khô, cũng như để sản xuất một vài loại đồ uống chứa cồn. Phần lớn các loài có khả năng chịu khô hạn và chịu nóng cao và chúng đóng vai trò quan trọng trong các khu vực có khí hậu khô cằn. Chúng tạo thành một thành phần quan trọng của các bãi chăn thả gia súc tại nhiều khu vực nhiệt đới. Các loài cao lương là cây lương thực quan trọng tại châu Phi, Trung Mỹ và Nam Á và là "cây lương thực đứng hàng thứ 5 trên thế giới" . Các nô lệ gốc Phi đã đưa cây cao lương vào Hoa Kỳ từ đầu thế kỷ 17.
Một vài loài trong chi Sorghum như cỏ Johnson (Sorghum halepense) có tầm quan trọng kinh tế và môi trường nhưng nhiều khi cũng bị coi là một loại cỏ dại.
Phần thân qua tái chế của một số loài Sorghum được sử dụng làm vật liệu trang trí, gọi là ván Kirei.
Một vài loài Sorghum có thể chứa xyanua và các nitrat ở nồng độ đủ để gây tử vong đối với động vật ăn chúng khi chúng ở giai đoạn đầu của sự phát triển. Ở giai đoạn cuối của sự phát triển, chúng có thể vẫn chứa nồng độ gây ngộ độc của xyanua.

## Các loài
- Sorghum almum
- Sorghum amplum
- Sorghum angustum
- Sorghum arundinaceum
- Sorghum bicolor: cao lương, miến to
- Sorghum brachypodum
- Sorghum bulbosum
- Sorghum burmahicum
- Sorghum controversum
- Sorghum drummondii
- Sorghum ecarinatum
- Sorghum exstans
- Sorghum grande
- Sorghum halepense: cỏ Johnson
- Sorghum interjectum
- Sorghum intrans
- Sorghum laxiflorum
- Sorghum leiocladum
- Sorghum macrospermum
- Sorghum matarankense
- Sorghum miliaceum
- Sorghum nitidum
- Sorghum plumosum
- Sorghum propinquum
- Sorghum purpureosericeum
- Sorghum stipoideum
- Sorghum sudanense: cỏ Sudan
- Sorghum timorense
- Sorghum trichocladum
- Sorghum versicolor
- Sorghum virgatum
- Sorghum vulgare

## Các loài lai ghép
- Sorghum × almum
- Sorghum × drummondii